# 7 de 7 amb l'agulla
El 7 de 7 amb l'agulla o 7 de 7 amb el pilar és un castell format per set pisos d'alçada i set persones per pis amb un pilar de 5 dins. Aquesta estructura és de forma composta, amb un 4 de 7 i un 3 de 7 que s'agafa a una de les rengles del quatre, coronat per dues parelles de dosos i dos aixecadors. Enmig de l'estructura del quatre s'aixeca el pilar de cinc. El castell s'ha fet amb un enxaneta i amb dos, de la mateixa manera que el 7 de 7.

## Història
És una construcció que assoliren per primera vegada en la història els Castellers de Vilafranca en l'actuació el 20 de juny del 2015 a la masia històrica de les Caves Codorniu, unes setmanes abans de descarregar el 7 de 8 amb l'agulla a Torredembarra. El fet d'aconseguir-se descarregar amb 8 pisos d'alçada va provocar que s'afegís a la Taula de puntuació del Concurs de Castells del 2016 també la versió de set pisos.
Tot just un any després, la Colla Castellera Jove de Barcelona, el va descarregar a la diada de la Mostra Catalana de Sant Andreu de Palomar, essent així la segona colla que l'intentava i el completava. Al cap de set dies la Colla Castellera Jove de Barcelona va tornar a fer-lo a la seva Diada d'Estiu realitzada a la plaça del Rei, al barri Gòtic de Ciutat Vella. Esdevé, així, la colla que més l'ha sovintejat. Aquesta mateixa colla el va descarregar per tercer cop al XXVI Concurs de castells de Tarragona aquesta vegada i per primer cop, amb dos enxanetes coronant cada pom del 7 de 7. Set anys després el tornaren a descarregar per quarta vegada a la plaça de Masadas per la Festa Major de la Sagrera de 2023.
La tercera colla a assolir aquest castell van ser els Castellers d'Esparreguera a la seva diada d'estiu de 2024. Al setembre d'aquell mateix any, els Nois de la Torre van descarregar-lo (per primer cop) a cinquena ronda de la primera jornada del XXIX Concurs de castells, per a aconseguir una puntuació que els Castellers de Castelldefels no poguessin superar i guanyar així la jornada de Torredembarra del concurs.

## Valoració/Puntuació
Aquest és un castell que s'ha afegit a la Taula de Puntuacions Unificada del concurs de castells de Tarragona per la seva edició del 2016. Se situa just per sota del 5 de 7 amb agulla.

## Colles
Actualment només hi ha quatre colles que l'han intentat i completat, cosa que el fa un castell excepcional:
| Núm. | Colla                              | Carregat               | Diada                                      | Plaça                                  | Descarregat            | Diada                                      | Plaça                                  |
| ---- | ---------------------------------- | ---------------------- | ------------------------------------------ | -------------------------------------- | ---------------------- | ------------------------------------------ | -------------------------------------- |
| 1    | Castellers de Vilafranca           | 20 de juny de 2015     | Diada Caves de Codorniu                    | Masia històrica de les Caves Codorniu  | 20 de juny de 2015     | Diada Caves de Codorniu                    | Masia històrica de les Caves Codorniu  |
| 2    | Colla Castellera Jove de Barcelona | 19 de juny de 2016     | Diada de la Mostra Catalana de Sant Andreu | Plaça d'Orfila, Sant Andreu, Barcelona | 19 de juny de 2016     | Diada de la Mostra Catalana de Sant Andreu | Plaça d'Orfila, Sant Andreu, Barcelona |
| 3    | Castellers d'Esparreguera          | 13 de juliol de 2024   | Diada d'estiu d'Esparreguera               | Plaça de l'Ajuntament, Esparreguera    | 13 de juliol de 2024   | Diada d'estiu d'Esparreguera               | Plaça de l'Ajuntament, Esparreguera    |
| 4    | Nois de la Torre                   | 29 de setembre de 2024 | XXIX Concurs de castells de Tarragona      | Plaça del Castell, Torredembarra       | 29 de setembre de 2024 | XXIX Concurs de castells de Tarragona      | Plaça del Castell, Torredembarra       |

## Estadística
| Resultat              |
| --------------------- |
| Descarregat (D)       |
| Carregat (C)          |
| Intent (I)            |
| Intent desmuntat (ID) |

Actualitzat a 31 de desembre de 2024
El 7 de 7 amb l'agulla s'ha dut a plaça en 7 ocasions. Les seves dades estadístiques són les següents:

### Nombre de vegades
| Colla                              | Resultats globals | Resultats globals | Resultats globals | Resultats globals | Total | Resultats parcials | Resultats parcials | Resultats parcials |
| Colla                              | D                 | C                 | I                 | ID                | Total | Assolit (D+C)      | No assolit (I+ID)  | Caigudes (C+I)     |
| ---------------------------------- | ----------------- | ----------------- | ----------------- | ----------------- | ----- | ------------------ | ------------------ | ------------------ |
| Colla Castellera Jove de Barcelona | 4                 | 0                 | 0                 | 0                 | 4     | 4                  | 0                  | 0                  |
| Castellers de Vilafranca           | 1                 | 0                 | 0                 | 0                 | 1     | 1                  | 0                  | 0                  |
| Castellers d'Esparreguera          | 1                 | 0                 | 0                 | 0                 | 1     | 1                  | 0                  | 0                  |
| Nois de la Torre                   | 1                 | 0                 | 0                 | 0                 | 1     | 1                  | 0                  | 0                  |
| Total                              | 7                 | 0                 | 0                 | 0                 | 7     | 6                  | 0                  | 0                  |
| Percentatge                        | 100%              | 0%                | 0%                | 0%                | 100%  | 100%               | 0%                 | 0%                 |

### Poblacions
| Població             | D | C | I | ID | Total |
| -------------------- | - | - | - | -- | ----- |
| Barcelona            | 3 | 0 | 0 | 0  | 3     |
| Sant Sadurní d'Anoia | 1 | 0 | 0 | 0  | 1     |
| Tarragona            | 1 | 0 | 0 | 0  | 1     |
| Esparreguera         | 1 | 0 | 0 | 0  | 1     |
| Torredembarra        | 1 | 0 | 0 | 0  | 1     |
| Total                | 7 | 0 | 0 | 0  | 7     |